# 千宗室 (4代)
千仙叟宗室（せんのせんそうそうしつ）、または四代目千宗室（1622年～1697年）は、茶道流派裏千家の四代目当主。初めて裏千家流当主の世襲名「宗室」を名乗った。

## 生涯
千家三代目千宗旦の四男として生誕。千利休は曾祖父にあたる。
若年期は、京都の医師・野間玄琢に師事していた。しかし、野間の死去により父のもとに戻り、千家を継ぐことに専念する。
父・宗旦の尽力と人脈により、慶安5年（1652年）、加賀藩主前田家に仕官した。当初は加賀藩２代藩主・前田利常に仕え、万治元年（1658年）に利常と宗旦が相次いで没すると、裏千家4代を襲名し、4代藩主・前田綱紀の茶頭として仕官し、百五十石と金沢城下の味噌蔵町の屋敷を与えられた。生涯の多くを金沢で過ごし、長男常叟宗室（五代目千宗室）を生した。仙叟宗室は元禄元年（1688年）、66 歳で京都に戻ったが、引き続き金沢への訪問を続け、元禄10年（1697年）1月23日、同地で死去した。享年75歳。

## 功績
金沢へ出仕の折、京都の楽焼の工房で働く陶工、長左衛門を同行し、河北郡大樋村（現：金沢市大樋町）に窯を築くのを手伝ったことで知られている。これが楽焼の分派である大樋焼の誕生となった。
また、能登国出身の鋳物師、初代宮崎寒雉の金沢での釜造りを補助したことでも知られている。